# Université du Littoral Côte d’Opale

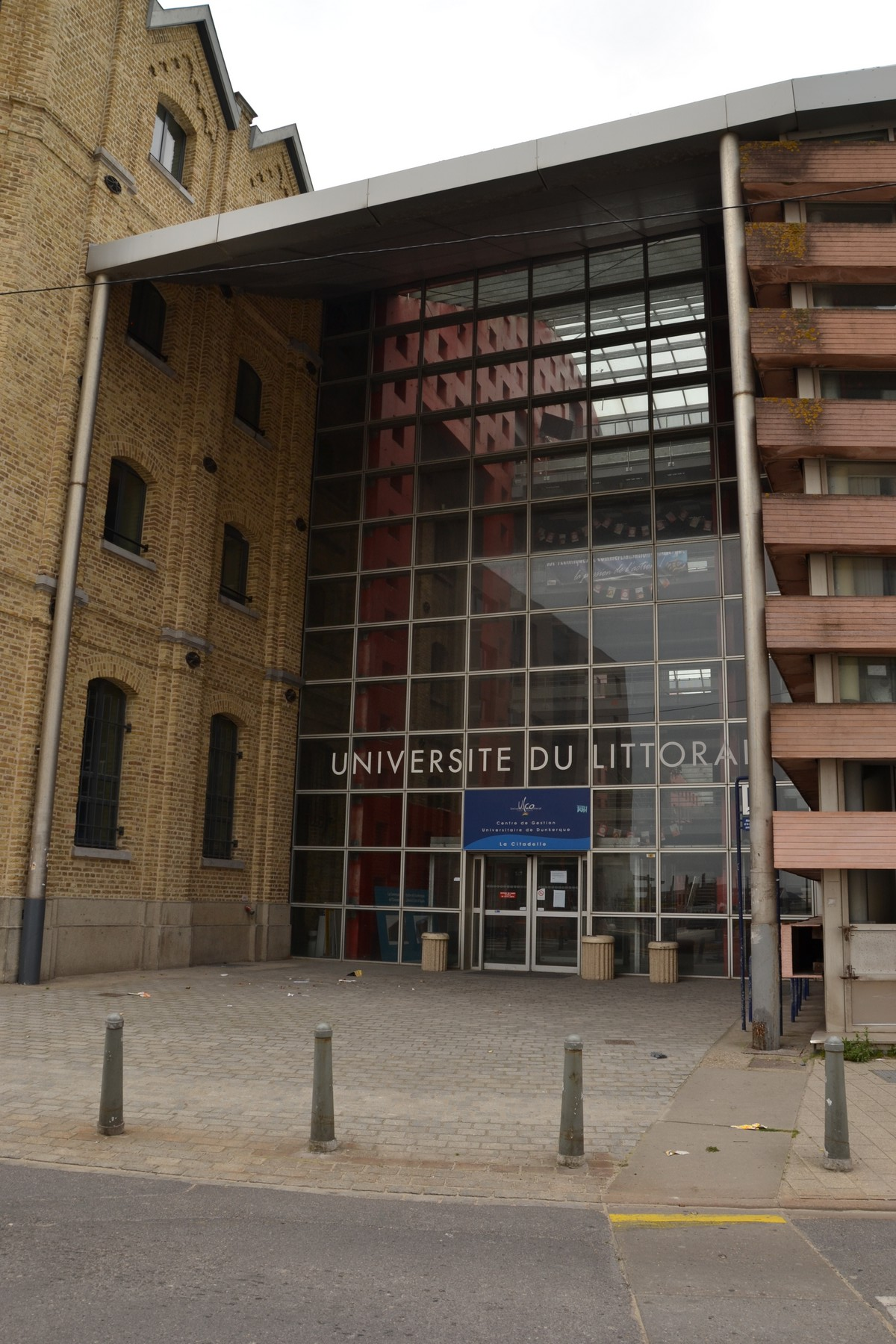
Einer der drei ULCO-Standorte: Dünkirchen, hier der Eingang am Hauptgebäude

Die Université du Littoral Côte d’Opale (deutsch etwa: Universität der Küste – Opalküste; abgekürzt ULCO) ist eine staatliche Universität in der französischen Region Hauts-de-France. 

## Standorte
Einrichtungen der Universität bestehen in den drei am Ärmelkanal gelegenen Hafenstädten Boulogne-sur-Mer, Calais und Dunkerque sowie im Inland in Saint-Omer.

## Geschichte
Keimzellen der Université du Littoral Côte d’Opale waren unter anderem:
- das seit 1963 in Calais bestehende Collège universitaire d’enseignement scientifique, eine Außenstelle der Université de Lille
- in Calais eine Außenstelle der Fachhochschule (Institut universitaire de technologie, IUT) in Béthune
- in Dunkerque eine Außenstelle des IUT in Lille
- die 1985 eröffnete Handelshochschule Institut Supérieur du Commerce International de Dunkerque (ISCID)

Daraus wurde 1991 die Université du Littoral Côte d’Opale gegründet.